# Diamond In Your Heart
『Diamond In Your Heart 』（ダイヤモンド・イン・ユア・ハート）は、2013年7月3日にcutting edgeから発売された東京スカパラダイスオーケストラの18作目のオリジナル・アルバム。

## 概要
- 初回限定盤[1][2]と通常盤[3][4]の2形態で発売。
- 初回限定盤は「Diamond In Your Heart」のミュージック・ビデオと2012年7月6日に代々木第二体育館で行われた「2012 TOUR Walkin' FINAL」収録DVDが同梱。
- ジャケットはデジパック仕様。

## 収録曲

### CD
（全編曲：東京スカパラダイスオーケストラ）
1. Diamond In Your Heart
  - 作詞：谷中敦／作曲：加藤隆志
  - Vocal：細美武士
  - 2013年4月開催「コーチェラ・フェスティバルのメインステージにて細美とともに、初披露。
  - ベスト・アルバム『The Last』『TOKYO SKA TREASURES 〜ベスト・オブ・東京スカパラダイスオーケストラ〜』『NO BORDER HITS 2025→2001 〜ベスト・オブ・東京スカパラダイスオーケストラ〜』にも収録された。
2. LA Traffic
  - 作曲：GAMO
3. Aranjuez
  - 作曲：Joaquin Rodrigo
4. Dizziy Dazzled
  - 作曲：沖祐市
5. Born To Be Wild
  - 作詞・作曲：Mars Bonfire
6. Skactus
  - 作曲：川上つよし
7. Rockabilly Cutie
  - 作曲：加藤隆志
8. You've Got A Friend In Me
  - 作曲：Randy Newman

### DVD　初回限定盤
TOKYO SKA PARADISE ORCHESTRA 2012
TOUR Walkin' FINAL＠代々木第二体育館 2012.7.6
1. Return of Supercharger
2. ルパン三世’78
3. MONSTER ROCK
4. Walkin'
5. クールなスパイでぶっとばせ
6. HURRY UP!!
7. Lonsome Eddy
8. マライの號
9. BONGO TANGO
10. 縦書きの雨
11. 水琴窟 -SUIKINKUTSU-
12. SKA ME CRAZY
13. LET ME COME THE RIVER FLOW
14. White Light
15. All Good Ska is One
16. くちばしにチェリー
17. DOWN BEAT STOMP
18. 「Diamond In Your Heart」 Music Video